# Francesca Capaldi
Francesca Angelucci Capaldi (La Jolla, 8 de junho de 2004) é uma atriz norte-americana. Ela co-estrelou como Chloe James, na sitcom do Disney Channel, Dog With a Blog, cancelada pelo Disney Channel na 3ª temporada.

## Carreira e vida pessoal
Capaldi nasceu em La Jolla, Califórnia, Estados Unidos, e atualmente reside em Carlsbad, Califórnia, com seus pais. Ela começou a atuar com papéis pequenos na série Disney Channel, A.N.T. Farm, e na comédia da CBS, How I Met Your Mother, como a Lily aos 7 anos de idade, que adulta é interpretada por Alyson Hannigan.

## Filmografia
| 2011    | A.N.T. Farm           | Orphan (Órfã)                   | "Santa's Little Helpers" (Temporada 1, Episódio 19) |
| 2012    | How I Met Your Mother | Lily Aldrin aos 7 anos de idade | "The Magician's Code: Part 1" (Temporada 7, Episódio 23), "The Magician's Code: Part 2" (Temporada 7, Episódio 24), "Nannies" (Temporada 8, Episódio 3) |
| 2012-15 | Dog With a Blog       | Chloe James                     | Elenco principal; Série Disney Channel |
| 2015    | Jessie                | Madeline                        | Participação especial; "What a Steal" (Temporada 4, Episódio 8)                                                                                         |

| 2012 | 3 Day Test               | Jessie Taylor                                           | Filme independente                         |
| 2015 | The Dog Who Saved Summer | Kara Bannister                                          | Filme independente                         |
| 2015 | The Peanuts Movie        | Little Red-Haired Girl (Garotinha Ruiva) e Frieda (voz) | Creditada como Francesca Angelucci Capaldi |